# Aribert Heim
Aribert Ferdinand Heim (* 28. Juni 1914 in Radkersburg, Österreich-Ungarn; † amtlich: 10. August 1992 in Kairo, Ägypten) war ein österreichisch-deutscher Arzt und SS-Mitglied. Ihm wird angelastet, als Lagerarzt zahlreiche Häftlinge im KZ Mauthausen ermordet zu haben. Ab 1962 war Heim flüchtig und wurde per internationalem Haftbefehl auch unter dem Namen Heribert Heim gesucht. In Medienberichten auch als „Dr. Tod“ und „Schlächter von Mauthausen“ bezeichnet, stand er zeitweise auf Platz eins der Liste der meistgesuchten NS-Kriegsverbrecher des Simon Wiesenthal Centers. Im Februar 2009 berichteten das ZDF und die New York Times, dass Heim 1992 in Kairo gestorben sei. Im September 2012 erklärte das Landgericht Baden-Baden Heim für tot und stellte das Strafverfahren gegen ihn ein.

## Leben
Aribert Heim wurde am 28. Juni 1914 als Sohn des Gendarmerie-Bezirksinspektors Josef Ferdinand Heim und dessen Ehefrau Anna (geborene Puffinger recte Pufing) in Radkersburg geboren und am 8. Juli 1914 auf den Namen Aribert Ferdinand getauft. Sein Zwillingsbruder starb noch bei der Geburt. Nach dem Besuch der Volksschule seines Heimatortes und der Mittelschule in Graz, wo er am 25. Mai 1926 auch gefirmt wurde, beendete er seine allgemeine Schullaufbahn mit dem Erwerb des Reifezeugnisses. Bereits in den 1920er Jahren trat er sportlich in Erscheinung und war etwa 1927 Teilnehmer und Sieger eines vom Radfahrerverein – dessen Mitglied er zu dieser Zeit allerdings nicht war – organisierten Hindernisrennens in Radkersburg. Bereits als Schüler war Heim leichtathletisch aktiv und gehörte der Leichtathletiksektion des Grazer AC an. Noch während seiner Schulzeit wurde er steirischer Meister im Diskuswurf und setzte seine Leichtathletiklaufbahn während seines Studiums in Wien beim Vienna Cricket and Football-Club fort.
Ab 1931 studierte er an der Universität Wien, legte dort das Latinum ab und nahm 1933 ebenfalls in Wien ein Studium der Medizin auf. 1937 wechselte er an die Universität Rostock. Im Jänner 1940 wurde Heim in Wien zum Doktor der Medizin promoviert; zugleich erfolgte seine ärztliche Bestallung.
1935 war Heim in die zu dieser Zeit in Österreich illegale NSDAP und die SA eingetreten. Nach dem „Anschluss Österreichs“ an den NS-Staat wurde er am 1. Oktober 1938 Mitglied der SS (SS-Nummer 367.744), beantragte am 19. Juni 1938 die reguläre Aufnahme in die NSDAP und wurde rückwirkend zum 1. Mai desselben Jahres aufgenommen (Mitgliedsnummer 6.116.098). Als SS-Mitglied besuchte Heim auch die Medizinische Akademie der SS.

### Kriegsverbrechen als Lagerarzt
Im April 1940 meldete sich Heim freiwillig zur Waffen-SS. Nach der Rekrutenausbildung war er ab August 1940 beim Sanitäts-Ersatz-Bataillon der SS-Verfügungstruppe in Prag stationiert. Ab April 1941 wurde er beim Inspekteur der Konzentrationslager (IKL) geführt. Heim war zunächst Lagerarzt im KZ Sachsenhausen und wechselte im Juni 1941 in gleicher Funktion in das KZ Buchenwald sowie im Juli 1941 in das KZ Mauthausen.

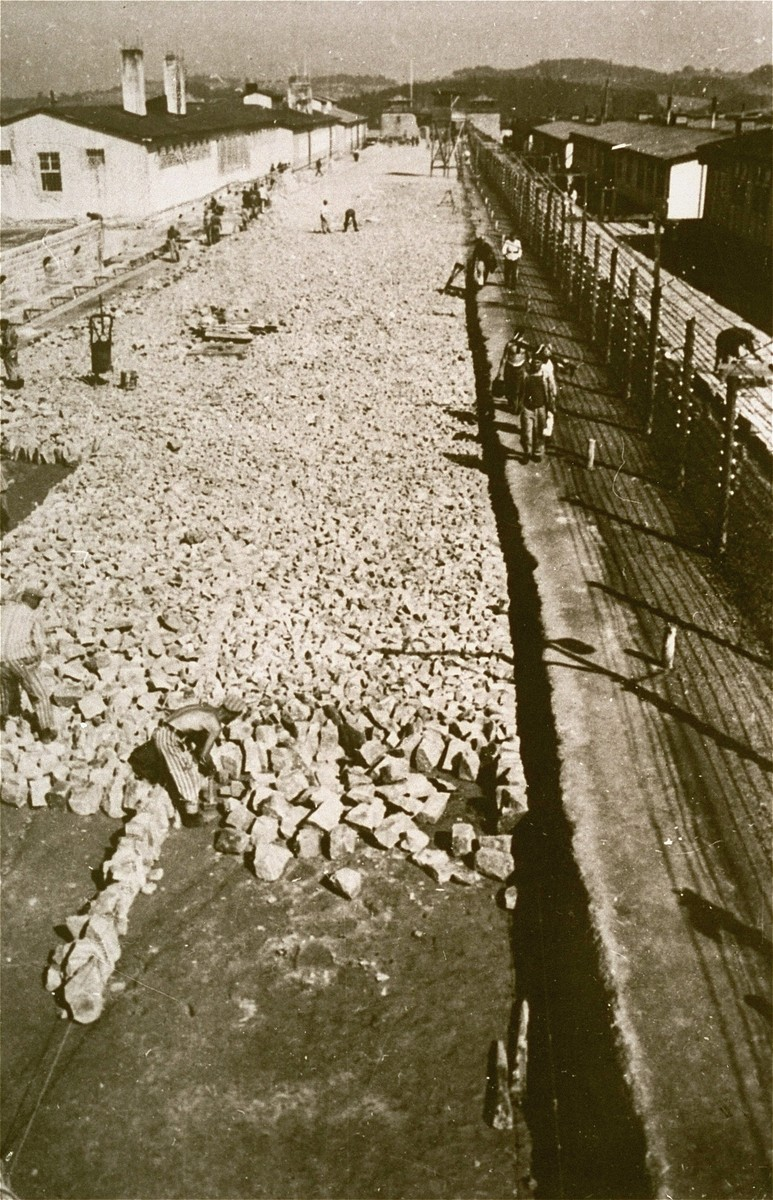
KZ Mauthausen (1940)

Eigenhändige Einträge im Mauthausener Operationsbuch dokumentieren mindestens 243 Operationen Heims an Häftlingen im Oktober und November 1941. Nach Zeugenaussagen eines Revierschreibers und eines Operationsgehilfen soll Heim gemeinsam mit dem Lagerapotheker Erich Wasicky hundertfach Juden durch intrakardiale Giftinjektionen, etwa mit Phenol, ermordet haben. Zudem soll Heim zu Übungszwecken, aus Langeweile oder Sadismus Häftlingen bei Operationen Organe entnommen haben. Nach Angaben der Gedenkstätte Mauthausen operierte Heim ungefähr 220 Häftlinge, zum Teil mehrfach. Laut dem Mauthausener Sterberegister starben hiervon 53 Häftlinge in den 30 Tagen nach der Operation. Zeugenaussagen lasten Heim Morde an weiteren, zuvor nicht operierten Häftlingen an. Zu den Häftlingen, die eine Operation Heims überlebten, gehörte Otto Peltzer, ein mehrfacher deutscher Leichtathletikmeister, der wegen seiner Homosexualität inhaftiert war. Der Spanier Marcelino Bilbao war eines seiner Opfer: Zuerst zog er sechs Wochen lang Blut, dann injizierte er ihm eine mysteriöse Flüssigkeit, die seinen Körper lähmte. Wie lange Heim Lagerarzt in Mauthausen war, ist nicht gesichert bekannt. Nach Heims eigenen Angaben war er am 24. November 1941 in ein SS-Lazarett in Wien versetzt worden; später sei er Musterungsarzt bei verschiedenen SS-Ergänzungsämtern gewesen. Nach Aussagen von Marcelino Bilbao und Hans Maršálek, ab September 1942 Häftling in Mauthausen, war Heim noch im Sommer 1942 Arzt im Mauthausener Nebenlager Gusen.
Ab 20. Oktober 1942 war Heim Arzt bei der 6. SS-Gebirgs-Division „Nord“, die auf finnischer Seite am Fortsetzungskrieg gegen die Sowjetunion teilnahm. Einzelheiten zu Heims Tätigkeit in Finnland sind weitgehend unbekannt; zeitweise war er Arzt im Divisionslazarett in der Stadt Oulu. In der Waffen-SS hatte Heim 1944 den Rang eines SS-Hauptsturmführers erreicht. Anfang 1945 waren Heim und die SS-Division an die Westfront verlegt worden und nahmen zum Zeitpunkt der Ardennenoffensive an Kämpfen in den Vogesen teil.

### Nachkriegszeit
Am 15. März 1945 wurde Heim von US-amerikanischen Militärs im Hunsrück gefangen genommen. Zunächst in Kriegsgefangenschaft, war Heim ab Ende 1946 in Ludwigsburg und auf dem Hohenasperg interniert. Seine Entlassung erfolgte am 22. Dezember 1947 im Zuge einer Weihnachtsamnestie.
In seinem Entnazifizierungsverfahren gab Heim am 20. März 1948 eine eidesstattliche Erklärung ab, der zufolge er gegen seinen Willen zur Waffen-SS eingezogen worden sei. „Von den verbrecherischen Absichten und Zielen der SS“ sei ihm bei seinem Eintritt in die Waffen-SS nichts bekannt gewesen, so Heim. Zugleich versicherte er, er habe „zu keinem Zeitpunkt an Aktionen, die gegen die Menschenrechte oder gegen das Völkerrecht waren, teilgenommen“. Am 22. März 1948 stellte die Spruchkammer in Neckarsulm das Entnazifizierungsverfahren unter Hinweis auf Heims Angaben ein. Der Kammer lag eine Auskunft des Berlin Document Centers vor, die Hinweise auf die von Heim verschwiegenen Mitgliedschaften in NSDAP und SS sowie auf seine Tätigkeit in Konzentrationslagern enthielt.
Nach der Entlassung aus der Internierung arbeitete Heim im Bürgerhospital im hessischen Friedberg; gleichzeitig spielte er in der Saison 1947/48 Eishockey für den VfL Bad Nauheim und wurde Deutscher Vizemeister. Bereits im Jahr 1938 und auch während seiner Tätigkeit im KZ Mauthausen hatte Heim für den Wiener Club EK Engelmann Eishockey gespielt und war mit dem Verein 1939 Deutscher Meister geworden. Auch in der Zeit seiner Promotion zum Doktor der Medizin war Heim als Eishockeyverteidiger im Einsatz. Mit seinem Klub wurde er zweimal Österreichischer Meister und bekam 1939 die Sportehrennadel der Stadt Wien verliehen.
Im Juli 1949 heiratete Heim Friedl Bechtold und ließ sich als Arzt in Mannheim nieder. Aus der Ehe gingen zwei Kinder hervor: Aribert Christian, geboren 1949, und Rüdiger, geboren 1955. 1953 absolvierte Heim seine Facharztprüfung; im folgenden Jahr zog er nach Baden-Baden, wo er im November 1955 eine Praxis als Gynäkologe eröffnete. Zwischen August 1960 und Dezember 1961 war Heim als Kassenarzt zugelassen. Nach Polizeiermittlungen soll Heim während seiner Zeit in Baden-Baden auch als Pharma-Vertreter tätig gewesen sein. Im Dezember 1956 legte er nach mehrfachen Bemühungen seine österreichische Staatsbürgerschaft ab und nahm die deutsche Staatsangehörigkeit an.

### Haftbefehle und Flucht
Erste Hinweise auf die Beteiligung Heims an Verbrechen im KZ Mauthausen hatten sich im Jänner 1946 bei der Vernehmung eines befreiten Häftlings durch US-Ermittler in Wien ergeben. Im Februar 1948 wandte sich ein Zeuge unter Angabe des Namens Heim an den Wiener Eishockeyverband; im März leitete die Wiener Staatsanwaltschaft ein Vorermittlungsverfahren ein. Im Mai 1948 erhielten die Ermittlungsbehörden einen Hinweis, dass Heim in Bad Nauheim gesehen worden sei. Nach der Befragung weiterer Zeugen erließen die österreichischen Behörden am 28. März 1950 einen Haftbefehl gegen Heim, der mit dem Vornamen Heribert und dem Geburtsort Ingstfeld unzutreffende Angaben enthielt. Im Mai 1951 entschied das österreichische Innenministerium, dass Heim entgegen dem Antrag der Wiener Staatsanwaltschaft nicht in Westdeutschland zur Fahndung ausgeschrieben werden solle. Beim deutschen Einbürgerungsverfahren Heims 1956 stand das Polizeipräsidium Mannheim in Kontakt mit österreichischen Behörden, ohne dass dies zur Festnahme Heims führte. Ein zweiter, im Juli 1957 vom Landesgericht für Strafsachen Wien erlassener Haftbefehl war auf Österreich beschränkt und enthielt weiterhin die unzutreffenden Angaben des Haftbefehls von 1950. Im Oktober 1961 wandte sich die Zentrale Stelle der Landesjustizverwaltungen in Ludwigsburg an die österreichischen Behörden, um Heim anhand von Lichtbildern identifizieren zu lassen. Zwei Zeugen erkannten Heim wieder.
Am 14. September 1962 tauchte Heim unter. Am Vortag hatte das Amtsgericht Baden-Baden einen Haftbefehl erlassen, demzufolge Heim „dringend verdächtig“ ist.

„er habe als SS-Lagerarzt des früheren Konzentrationslagers Mauthausen/Österreich in den Jahren 1941 und 1942 eine grössere genau noch nicht feststehende Zahl von Häftlingen dieses Lagers – darunter auch Juden – bewusst dadurch getötet, dass er ihnen mit einer Spritze Benzin (Petroläther) oder Chlormagnesium unmittelbar in das Herz gespritzt habe, worauf jeweils sofort der Tod der Häftlinge eingetreten sei. Bei einzelnen Häftlingen habe er neben den Einspritzungen noch Operationen ausgeführt, obwohl er hierzu eine noch nicht genügende Ausbildung und Erfahrung gehabt habe. Dabei habe er wiederholt die Bauchhöhle geöffnet und innere Organe herausgenommen und anschliessend durch Spritzen die jeweiligen Häftlinge getötet.“

Vor seiner Flucht hatte Heim im Mai 1962 dem Frankfurter Rechtsanwalt Fritz Steinacker eine Vollmacht erteilt. Steinacker erklärte im April 1977, dass die Einnahmen aus einem im Jahr 1958 von Heim erworbenen Mietshaus im Berliner Stadtteil Moabit dem Flüchtigen zufließen würden. Nach Hinweisen von Simon Wiesenthal und der jüdischen Gemeinde in Berlin leitete der Berliner Justizsenator Peter Ulrich ein Spruchkammerverfahren gegen Heim ein. Rechtliche Grundlage war das nur in Berlin gültige Zweite Gesetz zum Abschluss der Entnazifizierung von 1955. Die Mieter des Hauses unterstützten die Forderung nach Enteignung durch einen Mietstreik und weigerten sich, die Miete an den Bevollmächtigten Heims zu zahlen. Im Juni 1979 verurteilte eine Berliner Spruchkammer Heim zu einer Geldstrafe von 510.000 Deutschen Mark, da er durch mindestens 100 Morde an Häftlingen im KZ Mauthausen die Herrschaft des Nationalsozialismus in besonderer Weise gefördert habe. Dabei sah die Spruchkammer das Mordmerkmal der Heimtücke als erfüllt an, da Heim die Häftlinge über seine Absichten getäuscht habe. Die Vollstreckung der in der Berufung bestätigten Geldstrafe war zunächst unmöglich, da das Landgericht Baden-Baden zugleich eine Beschlagnahme von Heims Vermögen verfügt hatte. Nach langwierigen Verhandlungen der beteiligten Behörden wurde das Haus 1988 verkauft. Aus dem Verkaufserlös wurde die Geldstrafe beglichen; der durch zwischenzeitlich eingetretene Wertsteigerungen erzielte Mehrerlös wurde auf ein Notaranderkonto eingezahlt, das beschlagnahmt wurde.
Am 17. Jänner 1986 wurde in der Sendung Aktenzeichen XY … ungelöst (Folge 182, Fall 7) öffentlich nach Aribert Heim gesucht. Das Schwurgericht Baden-Baden hatte ihn wegen eines Mordprozesses zur Fahndung ausschreiben lassen. Zuständig war damals das Landeskriminalamt Stuttgart. Das Justizministerium von Baden-Württemberg hatte zudem eine Belohnung von 30.000 Deutschen Mark ausgesetzt.

### Internationale Suche
Heim wurde aufgrund des Haftbefehls von 1962 international gesucht. Für seine Ergreifung hatte der deutsche Generalbundesanwalt 1995 eine Belohnung von umgerechnet 130.000 Euro ausgesetzt, ein amerikanischer Geschäftsmann zusätzliche 130.000 Euro. 2007 hatte auch das österreichische Justizministerium erstmals 50.000 Euro für Hinweise ausgelobt, die zur Ausforschung, Ergreifung und Verurteilung Heims führen.
Im Jänner 2005 stellte das Simon-Wiesenthal-Zentrum die Operation Last Chance, mit der die letzten noch lebenden NS-Kriegsverbrecher gefasst werden sollen, in Deutschland vor. Der Leiter des Zentrums in Jerusalem, Efraim Zuroff, ging dabei auch auf den ungeklärten Verbleib Heims ein. Nach Angaben des Historikers Stefan Klemp, der für das Simon-Wiesenthal-Zentrum an der Suche nach Heim beteiligt war, hatten Beamte des Landeskriminalamts Baden-Württemberg das Simon-Wiesenthal-Zentrum im November 2004 gebeten, die Fahndung nach Heim durch eine „möglichst große Medienaktion zu unterstützen“. Klemp schätzt die Rolle der Medien bei der Suche nach Heim ambivalent ein: Einerseits hätten Veröffentlichungen wie beispielsweise der Artikel des Spiegels im August 2005 die gewünschte Öffentlichkeit hergestellt, andererseits seien durch Berichte, die teilweise von einer unmittelbar bevorstehenden Verhaftung Heims ausgingen, Fahndungsmaßnahmen erschwert oder unmöglich gemacht worden.
Die ergebnislose Suche nach Heim konzentrierte sich 2005 auf Spanien, da vermutet wurde, dass der Gesuchte an der Costa Blanca lebe. Ab 2006 wurde in Südamerika nach Heim gesucht. Dort war er vermutet worden, da die Tochter Heims in Chile lebt. Die Tochter bestritt, jemals Kontakt zu ihrem Vater gehabt zu haben. Im Oktober 2007 hielt die Operation Last Chance in Argentinien, Chile, Brasilien und Uruguay Pressekonferenzen ab, um auf die Fahndung nach Heim aufmerksam zu machen. Im April 2008 legte das Simon-Wiesenthal-Zentrum eine neue Liste vor, auf der Heim als der weltweit meistgesuchte nationalsozialistische Kriegsverbrecher geführt wurde.

### Amtliche Todeserklärung
Laut Veröffentlichungen von ZDF und New York Times vom 4. Februar 2009 starb Heim am 10. August 1992 in Kairo an den Folgen von Darmkrebs. Heim habe sich ab Februar 1963 in Ägypten aufgehalten, sei Anfang der 1980er Jahre zum Islam konvertiert und habe seitdem den Namen Tarek Hussein Farid getragen. Davor habe er dort unter seinem zweiten Vornamen als Ferdinand Heim gelebt. In seiner Zeit in Ägypten hatte Heim wiederholt Kontakt zu Angehörigen in Europa, so 1976 erstmals zu seinem Sohn Rüdiger. Der Sohn gab in einem Interview mit dem ZDF an, er habe erst im Jahre 1979 im Rahmen des Sühneprozesses in Berlin en detail von den Vorwürfen gegen seinen Vater erfahren. Rüdiger Heim erklärte, dass er auch nach 1979 seinen Vater mehrmals in Ägypten besucht habe; zuletzt habe er seinen Vater vor dessen Tod sechs Monate lang in Kairo gepflegt. Im Zuge der Recherchen wurde den Journalisten eine Aktentasche übergeben, die unter anderem persönliche Dokumente Heims, Verteidigungsschriften für das Berliner Verfahren von 1979 sowie von Heim verfasste antisemitische Schriften enthielt.
Heims Sohn hatte noch 2008 bestritten, den Aufenthaltsort seines Vaters zu kennen. Rechtsanwälte Heims hatten in einem Finanzgerichtsverfahren im Juni 2001 angegeben, es bestünde weiterhin Kontakt zu dem Flüchtigen. Eine deshalb vom Simon-Wiesenthal-Zentrum wegen des Verdachts auf eine falsche uneidliche Aussage im März 2009 erstattete Strafanzeige führte zu keinen Ermittlungen, da die Vorwürfe verjährt waren.
Beamten des Landeskriminalamtes Baden-Württemberg erschien das Sterbedatum Heims plausibel, da es sich mit Erkenntnissen aus abgehörten Telefonaten deckte, die bis dahin nicht eindeutig interpretierbar waren. Die Ermittlungen des Landeskriminalamts setzten sich dennoch fort, da Heims Tod nicht zweifelsfrei erwiesen sei. Im Sommer 2010 war ein deutsches Rechtshilfeersuchen an Ägypten noch anhängig.
Das Landgericht Baden-Baden stellte im September 2012 das Strafverfahren gegen Heim ein. Für das Gericht „verblieben keine Zweifel“, dass es sich bei dem 1992 in Kairo Verstorbenen um Heim gehandelt habe, wodurch ein Verfahrenshindernis gemäß § 206a StPO vorliege.

## Literarische Rezeption
Die spanische Schriftstellerin Clara Sánchez verweist in ihrem 2009 erschienenen Roman Lo que esconde tu nombre (Was dein Name verbirgt) auf Heim: In dem mit dem Prix Nadal ausgezeichneten Werk werden Überlebende des KZ Mauthausen bei ihrer Suche nach ehemaligen KZ-Aufsehern an der spanischen Küste fündig. Heim kann sich vor seiner Verhaftung absetzen und verschwindet. 2011 produzierte der WDR das Hörspiel Was dein Name verbirgt.